# Kanashimi wo yasashisa ni
Kanashimi wo yasashisa ni (悲しみをやさしさに? lett. "Trasformando la tristezza in gentilezza") è un brano musicale scritto da Tomoji Sogawa e Tetsuhiko Suzuki ed interpretato dal gruppo giapponese little by little, pubblicato il 17 dicembre 2003 come singolo di debutto del gruppo. Il brano è stato utilizzato come terza sigla di apertura degli episodi dal 54 al 77 dell'anime Naruto, dal 15 ottobre 2003 al 31 marzo 2004. Il singolo è arrivato alla sesta posizione della classifica Oricon dei singoli più venduti in Giappone, rimanendo in classifica per ventidue settimane.

## Tracce
CD singolo SRCL-6178
1. Kanashimi wo yasashisa ni (悲しみをやさしさに) - 4:00
2. Ireland fortune market - 5:19
3. home town - 4:45
4. Kanashimi wo yasashisa ni (NARUTO Opening Mix) - 1:31

Durata totale: 15:35

## Classifiche
| Classifica (2004) | Posizione massima |
| ----------------- | ----------------- |
| Giappone (Oricon) | 6                 |